# Peter Stampfli
Peter Stämpfli (Deisswil bei Münchenbuchsee, 3 luglio 1937) è un artista svizzero appartenente al movimento della Pop art.

## Biografia
Dal 1954 al 1956, frequenta l'École des Beaux-arts di Bienne e fu allievo di Max Von Mühlenen. Nel 1958 alla Kunsthalle di Basilea vede una mostra con opere di Jackson Pollock, Franz Kline, Mark Rothko che gli fa scoprire l'arte americana.

## Mostre dal 1966
- 1967: 9a Biennale di San Paolo
- 1968: "Centro de Artes Visuales del Instituto Torcuato di Tella" à Buenos Aires
- 1969: exposition personnelle à la Galerie Rive Droite
- 1970: 35ª Biennale di Venezia
- 1971: 7ª Biennale di Parigi
- 1978: exposition personnelle de dessins à la Galerie Jean Larcade
- 1979: exposition personnelle de dessins à la Galerie Maeght de Zurich
- 1980: exposition personnelle au Centre national d'art et de culture Georges-Pompidou
- 1982: exposition personnelle de pastels à la Galerie Maeght de Zurich
- 1985: Biennale de Middelheim à Anversa
- 1989: exposition à L'Abbaye des Cordeliers à Châteauroux, maquettes de vitraux qui restaureraient la nef
- 1997: Rétrospective à la Villa Tamaris à la Seyne-sur Mer
- 1994: Rétrospective des travaux du peintre à Dole
- 1996: La Galerie ODA à Barcelone montre peintures, aquarelles et dessins
- 2002: La Galerie nationale du Jeu de Paume organise une rétrospective de l'œuvre de l'artiste à Parigi